# World in My Eyes
«World in My Eyes» és el vint-i-sisè senzill de la banda musical Depeche Mode i quart de l'àlbum Violator. Fou publicat el 2 de setembre de 1990.
Es tracta d'un tema bàsicament de ball compost per Martin Gore que aconsegueix ser una de les cançons més sintetitzades, ja que tots els sons es produeixen mitjançant un sintetitzador, des de la percussió electrònica, les veus robotitzades o els efectes simples de caixes de ritmes. La base electrònica en la qual es recolza la cançó fou composta per Alan Wilder.
El senzill conté dues cançons cara-B, de manera que Violator fou l'únic disc de la banda del qual els quatre senzills tenien almenys una cara-B. En aquest cas són «Happiesta Girl» i «Sea of Sin», ambdós composts per Gore.
Del videoclip del senzill, dirigit per Anton Corbijn, es van editar dues versions. La versió original, format bàsicament per imatges de concerts de la gira World Violation Tour i alguns fragments filmats específicament pel videoclip, va aparèixer pel senzill i fou inclòs en The Videos 86-98, mentre que una versió alternativa fou inclosa en la compilació Strange Too, en la qual es van afegir diverses escenes noves.
Es coneixen dues versions realitzades sobre aquesta cançó: una pertany a l'àlbum Don't Say a Word (2004) de Sonata Arctica, i l'altra fou realitzada per The Cure pel disc de tribut a Depeche Mode For the Masses (1998).
La portada del senzill és la silueta d'una persona fent amb les mans una forma similar a unes ulleres.

## Llista de cançons
7"/Casset: Mute/Bong20, Mute/CBong20 (Regne Unit) i Sire/Reprise 19580-4 (Estats Units)
1. "World In My Eyes" − 3:57
2. "Happiest Girl" (Jack Mix) − 4:58
3. "Sea Of Sin" (Tonal Mix) − 4:44

12": Mute/12Bong20 (Regne Unit)
1. "World In My Eyes" (Oil Tank Mix) − 7:29
2. "Happiest Girl" (Kiss-A-Mix) − 6:15
3. "Sea Of Sin" (Sensoria) − 6:07

12": Mute/L12Bong20 (Regne Unit)
1. "World In My Eyes" (Dub In My Eyes) − 6:54
2. "World In My Eyes" (Mode To Joy) − 6:32
3. "Happiest Girl" (The Pulsating Orbital Mix) − 6:28

12"/Casset: Sire/Reprise 21735-0 i Sire/Reprise 21735-4 (Estats Units)
1. "World In My Eyes" (Oil Tank Mix) − 7:29
2. "World In My Eyes" (Dub In My Eyes) − 6:54
3. "Sea Of Sin" (Sensoria) − 6:07
4. "World In My Eyes" (Mode To Joy) − 6:32
5. "Happiest Girl" (Jack Mix) − 4:58

CD: Mute/CDBong20 (Regne Unit)
1. "World In My Eyes" − 3:57
2. "World In My Eyes" (Oil Tank Mix) − 7:29
3. "Happiest Girl" (Kiss-A-Mix) − 6:15
4. "Sea Of Sin" (Tonal Mix) − 4:44

CD: Mute/LCDBong20 (Regne Unit)
1. "World In My Eyes" (Dub In My Eyes) − 6:54
2. "World In My Eyes" (Mode To Joy) − 6:32
3. "Happiest Girl" (The Pulsating Orbital Vocal Mix) − 8:01
4. "Sea Of Sin" (Sensoria) − 6:07
5. "World In My Eyes" (Mayhem Mode) − 4:58
6. "Happiest Girl" (Jack Mix) − 4:58

CD: Sire/Reprise 21735-2 (Estats Units)
1. "World In My Eyes" − 3:57
2. "World In My Eyes" (Oil Tank Mix) − 7:29
3. "Happiest Girl" (The Pulsating Orbital Mix) − 6:28
4. "Sea Of Sin" (Tonal Mix) − 4:44
5. "World In My Eyes" (Mode To Joy) − 6:32
6. "Happiest Girl" (Jack Mix) − 4:58
7. "Sea Of Sin" (Sensoria) − 6:07

CD: Mute/CDBong20X (Regne Unit, 2004) i Reprise CDBONG20/R278893B (Estats Units, 2004)
1. "World In My Eyes" − 3:57
2. "Happiest Girl" (Jack Mix) − 4:58
3. "Sea Of Sin" (Tonal Mix) − 4:44
4. "World In My Eyes" (Oil Tank Mix) − 7:29
5. "Happiest Girl" (Kiss-A-Mix) − 6:15
6. "Sea Of Sin" (Sensoria) − 6:07
7. "World In My Eyes" (Dub In My Eyes) − 6:54
8. "World In My Eyes" (Mode To Joy) − 6:32
9. "Happiest Girl" (The Pulsating Orbital Mix) − 6:28
10. "World In My Eyes" (Mayhem Mode) − 4:58
11. "Happiest Girl" (The Pulsating Orbital Vocal Mix) − 8:01

- Les versions Oil Tank Mix i Dub in My Eyes de «World in My Eyes», Jack Mix i Kiss-A-Mix de «Happiest Girl», i Tonal Mix i Sensoria de «Sea of Sin» foren remesclades per François Kevorkian.
- Les versions Mode to Joy i Mayhem Mode de «World in My Eyes» foren remesclades per Jon Marsh.
- La versió The Pulsating Orbital Mix de «Happiest Girl» fou remesclada per Dr. Alex Paterson i Thrash.